# ランギルル・ガールズ・スクール
ランギルル・ガールズ・スクール（Rangi Ruru Girls' School）は、ニュージーランド、クライストチャーチに所在する私立女子中等学校。

## 歴史

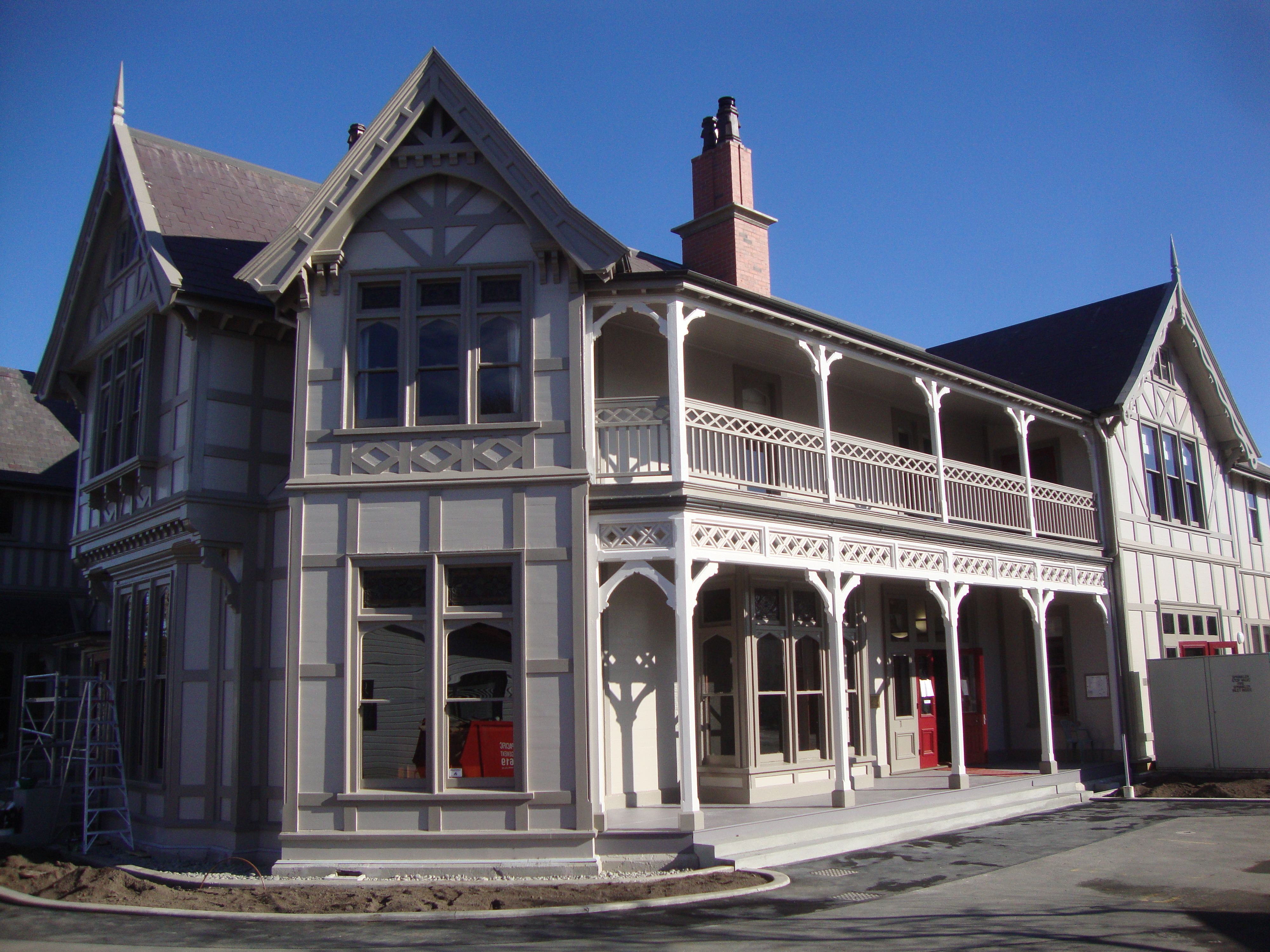
旧本校舎で現在は事務室が入居するテ・コラハ（マオリ語で「原野」を意味する）。1886年に落成した旧ローズ邸を現在も使用している。ランギルルを象徴する建物の1棟。

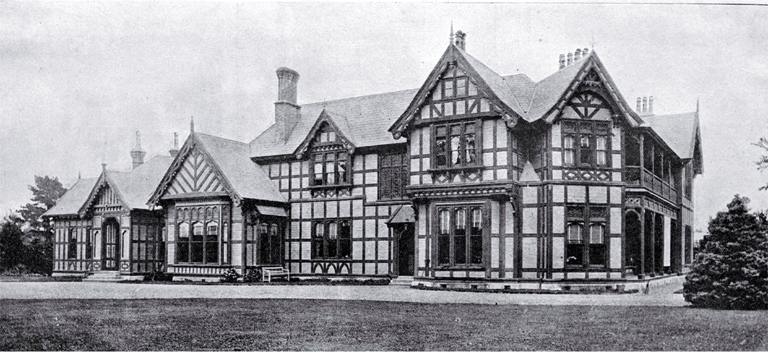
1901年当時のテ・コラハ。設計はアームソン，コリンズ・アンド・ハーマン建築設計事務所。ヨーク公ジョージ王子訪問時には宿舎として使用された歴史を持つ。ニュージーランド史跡基金(NZHPT)に歴史的建造物として登録されている（登録日：2005年6月24日　登録番号：3130）。

1889年に客船長を務めていたフレデリック・ギブソンが知人からパパヌイ・スクールを購入。フレデリックの次女ヘレン・ファニーが学校運営を引き継ぎ新学校を設立した。当初はヘレンと妹のアリス、母のメリー・フォックスの3人で学校運営を行った。1890年にフレデリックが2教室を備えた建物を建設し校舎として使用。建物にはフレデリックの友人でマオリ族ラパキ（現在のリトルトン）村長のパオラ・タキの助言を得てマオリ語で“広大な空の下のにある小屋”を意味する「ランギルル」と命名され、その後、学校名として採用した。1920年初頭まで旧校舎を使用したが生徒数の増加に伴い1923年8月に旧ローズ邸（現テ・コラハ）を購入し新校舎とした。
1889年から1938年までの49年間に渡りヘレン・ファニーが学校長を務め、ギブソン家の娘たちでヘレンの姉のメリー（母と同名）、妹のアリス、ルース、エセル、ウィニフレッド、ルーシー、ベアトリス（後にネルソン・カレッジ・フォー・ガールズ校長）も学務に従事した。特にヘレン・ファニーとアリスは創立当初より学校運営の中心的な役割を果たした。1938年にヘレン・ファニーが死去すると妹のエセルが学校長に就任し1946年まで務めた。1889年に生徒数18名で開校したランギルルは1938年に200名を越えた。
1946年に長老派教会が学校施設を購入するまで約60年間にわたり、ギブソン家によるキリスト教学校として運営された。1946年から長老派教会が学校運営を引き継ぎ、現在は「アオテアロア・ニュージーランド・プレスビテリアン教会」に所属している。
メラヴァルに所在するセント・メリーズ教会はギブソン家の女性教育者たちを称え、教会内にヘレン・ファニー・ギブソンをモチーフとするステンドグラスが飾られ、真鍮板に母メリー・フォックス・ギブソン、次女ヘレン・ファニー・ギブソンと、長女メリー・ギブソン（後にクライストチャーチ・ガールズ・ハイスクール校長、ワイタキ・ガールズ・ハイスクール校長を歴任）の3人の名が刻まれている。

## 校風

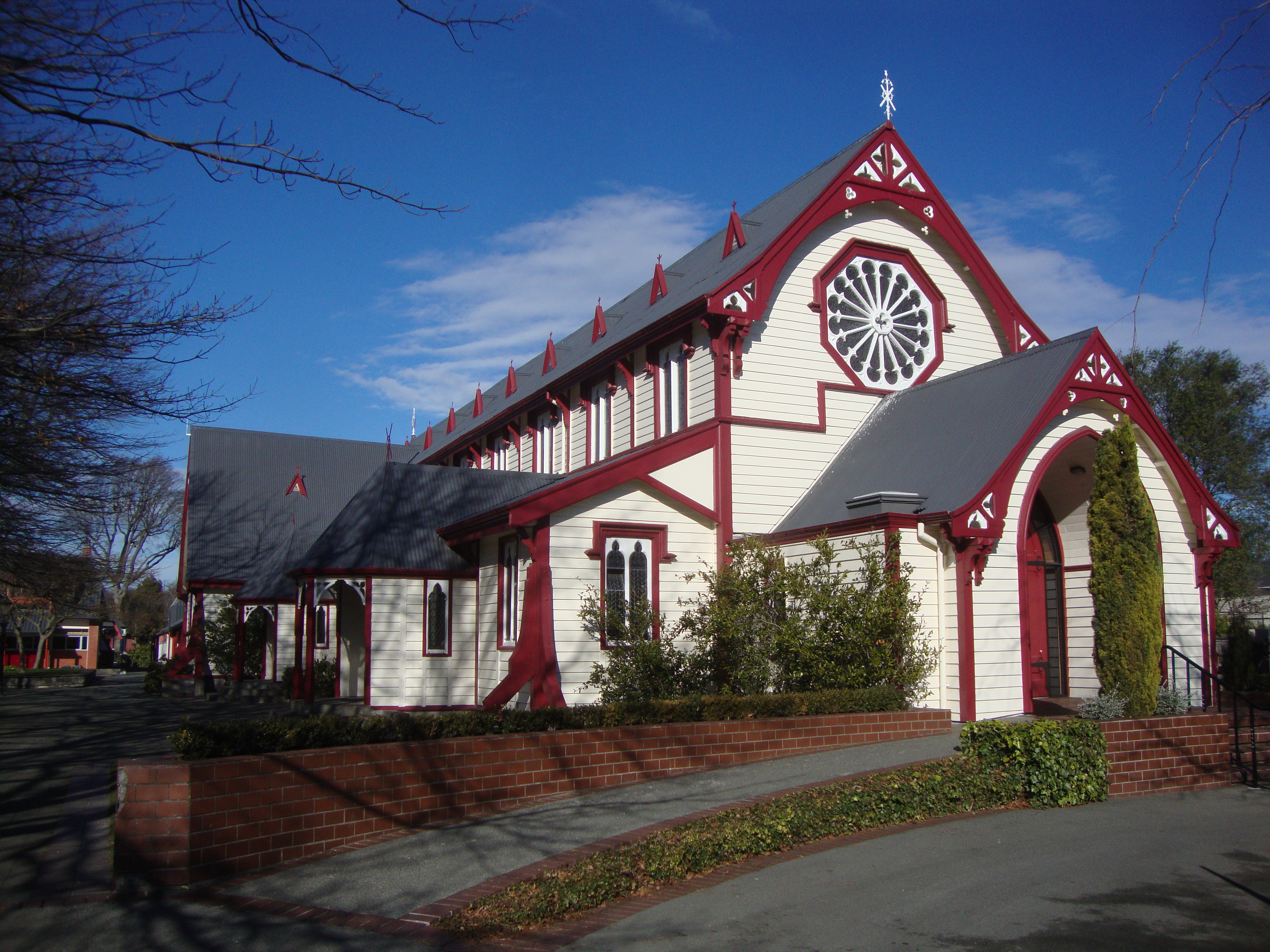
キャンパス内に設置されている「セント・アンドルーズ・ランギルル長老派教会」

スクールモットーは"Whaia to te Rangi"（マオリ語で“聖所を探す”）。スクールカラーは紺と金色。
生徒数は701名（2024年7月1日付）。7年生（11歳）から13年生（17歳）まで在籍する中高一貫女子校。
1923年に同窓会(Rangi Ruru Old Girls' Association(RROGA))が設立し会員数は3000名を超える。
キャンパスはクライストチャーチ北部メラヴァル地区に所在する。キャンパス内に寄宿寮 "Te Whare Aroha O Rangi Ruru"（マオリ語で“広大な空の下にある愛に包まれた家”）を併設しており、約120名が寄宿生活を送っている（定員は126名）。寄宿寮は2002年に新築され、9年生から入寮が認められる。9・10年生は4人1部屋、11・12年生は2人1部屋、13年生には個室が与えられる。寮内に楽器練習室が設置されている。
1857年2月1日（起源は1853年10月）に開教したカンタベリー地方最古の長老派教会である「セント・アンドルーズ・ランギルル長老派教会」がキャンパス内に設置されている。設計はH.J.クリッドランド。当初、教会施設は現在のクライストチャーチ病院近くに設立されたが、市内中心部の再開発に伴い1986年に一時閉鎖。1987年3月にランギルル校内へ移転し再開教した。教会にはアオテアロア・ニュージーランド・プレスビテリアン教会より専任牧師が派遣され、学内チャペルとして生徒への神学教育と地域の布教活動を行っている。建物はニュージーランド史跡基金(NZHPT)に歴史的建造物として登録されている（登録日：1983年4月7日　登録番号：304）。
学力水準は非常に高く、2012年度の全国統一試験(NCEA)の成績で約350校ある中等学校の上位3％に入るニュージーランドを代表する名門女子校である。少人数制クラスを採用し1クラスの定員を25名に設定している。
スポーツでも優秀な成績を残し、約40のクラブが運営されている。特にボート、ヨット、ネットボールの分野ではニュージーランド代表選手を輩出している。
2000年5月より、横浜女学院中学校・高等学校と姉妹校協定を締結している。
2014年に創立125周年記念式典を挙行。

## 制服
学年により形と色が異なる。
7・8・9・10年生
- 夏服：青色のワンピース、紺色セーターまたは紺色ブレザー、白地の靴下、茶色の革靴（形指定あり）
- 冬服：青色の長袖シャツ、紺色タータンスカート、紺色セーター、紺色ブレザー、紺色ネクタイ、紺色タイツまたは紺色ハイソックス、茶色の革靴（形指定あり）

11・12年生
- 夏服：白地の半袖シャツ、紺色タータンスカート（夏用）、紺色セーターまたは紺色ブレザー、白地の靴下、茶色の革靴（形指定あり）
- 冬服：白地の長袖シャツ、紺色タータンスカート（冬用）、紺色セーター、紺色ブレザー、紺と金色のストライプ柄ネクタイ、紺色タイツまたは紺色ハイソックス、茶色の革靴（形指定あり）

13年生
- 夏服：白地の半袖シャツ、紺色タータンスカート（夏用）、紺色セーター、または、金色のリボンで縁取りした紺色ブレザー、白地の靴下、茶色の革靴（形指定あり）
- 冬服：白地の長袖シャツ、紺色タータンスカート（冬用）、紺色セーター、金色のリボンで縁取りした紺色ブレザー、金色ネクタイ、紺色タイツまたは紺色ハイソックス、茶色の革靴（形指定あり）

タータンはスコットランド伝統の格子柄で本来は家系や所属を意味する。スコットランドやプレスビテリアン教会の伝統を持つ教育機関ではタータン制服を採用することが多い。13年生は最上級生のため、金色のリボンで縁取りされたブレザーと金色ネクタイを着用する。

## 著名な卒業生
- エヴァ・マックファラン（ボート選手、ロンドンオリンピック代表）
- アナベル・リッチー（ボート選手）
- ソフィア・フェンウィック（ネットボール選手、U-21代表）
- エリザベス・マヌ（ネットボール選手、U-21代表）